# Lasioserica pilosella
Lasioserica pilosella är en skalbaggsart som beskrevs av Brenske 1894. Lasioserica pilosella ingår i släktet Lasioserica och familjen Melolonthidae. Inga underarter finns listade i Catalogue of Life.